# Gianluca Savoini
Gianluca Savoini (1963) es un político italiano de extrema derecha. Opera como enlace de la Liga Norte en la Federación Rusa.

## Biografía
Nacido en Alassio (Liguria) el 27 de septiembre de 1963, se graduó en Ciencia Política por la Universidad de Milán. Articulista en medios derechistas como L’Indipendente, en la década de 1980 participó en diversas organizaciones neofascistas, como el grupo Orion liderado por Maurizio Murelli. Descrito como «nazista» entre sus conocidos, se afilió a la Liga Norte en 1991. Casado con una ciudadana rusa y fundador en 2014 de «Lombardia-Rusia» —una asociación que promueve el acercamiento entre Rusia e Italia—, se le ha asignado un rol junto a Claudio D’Amico como representante del sector rusófilo dentro de la Liga. Enlace habitual en las visitas de Matteo Salvini a Rusia, en 2019 BuzzFeed hizo pública una grabación de audio efectuada en Moscú, que informaba de una reunión en la que participaba Savoini en la que se daba a entender una financiación presuntamente ilegal y opaca del partido ultraderechista.